# IFood
iFood é uma empresa brasileira atuante no ramo de entrega de refeição por meio da internet, sendo líder no setor na América Latina, com presença apenas no Brasil.
Fundada em 2011 como uma startup, recebeu investimentos de capital de risco, incluindo grupos de Jorge Paulo Lemann, e foi adquirida em 2014 pela Movile, mesmo ano em que ocorreu uma fusão com a RestauranteWeb, pondo o valor da nova companhia em aproximadamente um bilhão de reais. Desde então, a empresa tem adquirido outras no setor, como a SpoonRocket. Em 2018, a empresa se torna uma empresa "unicórnio" e em 2022 se torna a startup mais valiosa do Brasil e a segunda maior da América Latina, atrás apenas da mexicana Kavak.
Atualmente, o iFood detém 83% do mercado de delivery de refeições no Brasil e foi motivo de processos pelo CADE. Um levantamento da Associação Brasileira de Bares e Restaurantes (ABRASEL) apontou que pedidos feitos pela plataforma ficam em média 17,5% mais caros para o consumidor, em comparação com o mesmo pedido feito diretamente no restaurante.

## História

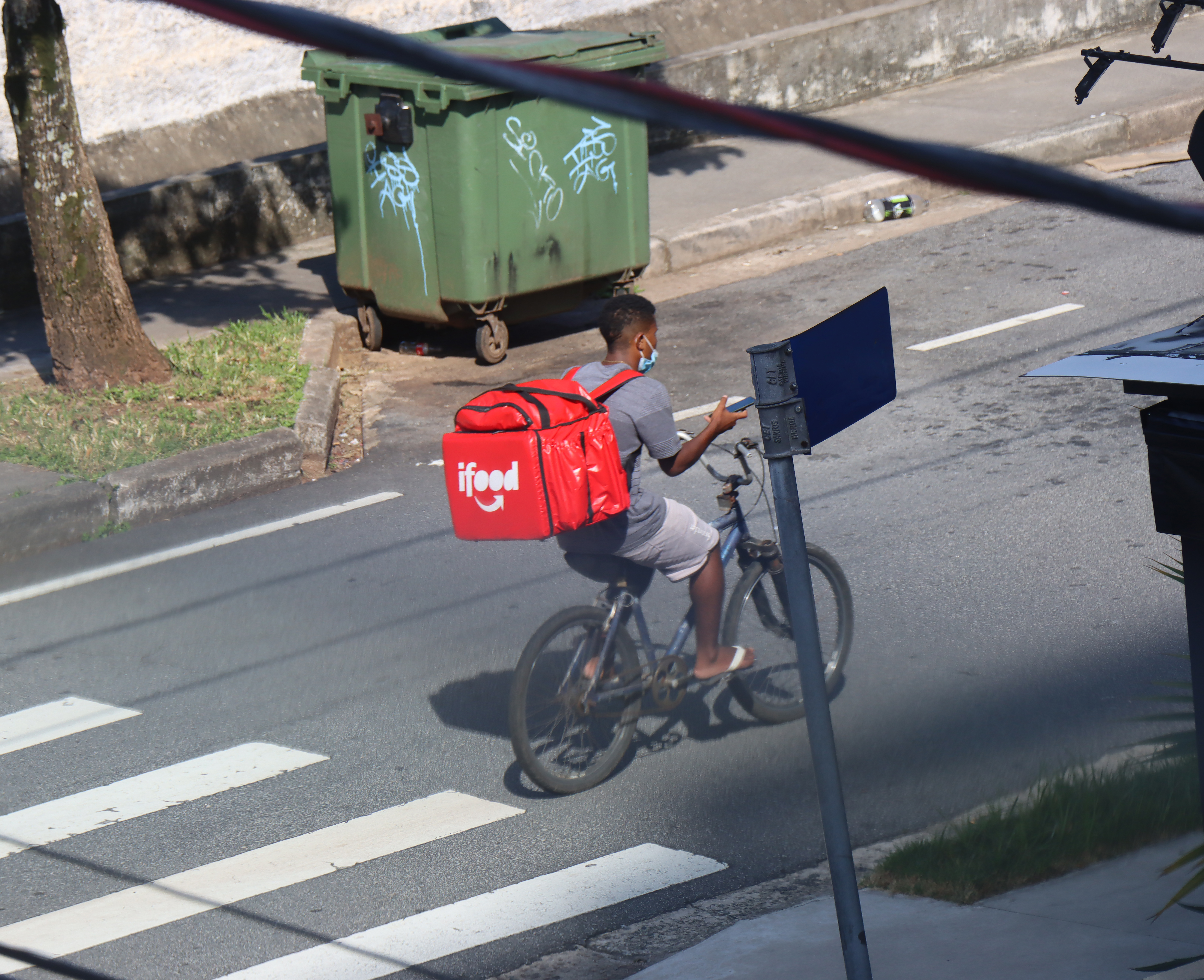
Entregador de iFood durante a pandemia de COVID-19 em São Paulo, em 2021.

A história do iFood começou fora do mundo digital, em 1997, com a Disk Cook, um guia impresso de cardápios com uma central telefônica para onde se ligava e fazia o seu pedido. Quase 14 anos depois, essa ideia migrou para o meio digital e ele foi rebatizado para iFood. No dia 15 de maio de 2011 ele então foi fundado pelos sócios Patrick Sigrist, Eduardo Baer, Guilherme Bonifácio e Felipe Fioravante.
Entre 2011 a 2014, a empresa recebeu 4 rodadas de investimentos, lideradas pela Warehouse Investimentos, Movile, e Just Eat.
Em 2014, a Warehouse Investimentos vende toda sua participação na empresa, e a Movile se torna a dona majoritária do iFood.
Em 2015, recebe um aporte de 50 milhões de dólares da Movile e da Just Eat na rodada E. A rodada F somou 30 milhões de dólares pelos mesmos investimentos da rodada E.
Em novembro de 2018, anunciou um aporte de 500 milhões de dólares da Movile, a Naspers e Innova Capital.
Durante a pandemia de COVID-19 no Brasil em 2020, a empresa anunciou que estava entregando 39 milhões de pedidos por mês.
Em novembro de 2020, o aplicativo Rappi iniciou um processo antitruste contra a iFood. Outras empresas do ramo, como o Uber Eats e a 99 também estão participando do processo contra a iFood. O Conselho Administrativo de Defesa Econômica (CADE) decidiu por proibir o iFood de estabelecer novos contratos de exclusividade como "medida preventiva" até que houvesse uma solução do caso antitruste. Em 2021 e 2022, voltou a intensificar ações contra a plataforma. Em 2023, firmou acordo que estabelece critérios e limites à prática de exclusividade nos contratos com redes de marcas que possuam pelo menos 30 restaurantes.
Em novembro de 2020, decidiu deixar o México, onde operava através da SinDelantal.
Em 2022, houve um reajuste nos valores pagos aos entregadores, de 13% do valor mínimo da rota e 50% no valor mínimo do quilômetro rodado para os entregadores de todo Brasil, mudança realizada principalmente devido à inflação e a alta dos combustíveis. Nessa mesma época, iniciou-se um estudo por parte do Governo para implementar um modelo de trabalho para incluir os trabalhadores de aplicativos na Previdência sem que percam sua autonomia, visando aumentar a relação e responsabilidade da empresa para com os trabalhadores. Além disso, nesse mesmo ano o iFood decidiu investir na moto elétrica EVS Work, desenvolvida pela Voltz, para ser parte da frota dos entregadores. A previsão é que até o fim de 2022 10 mil motos desse modelo estejam nas ruas com a intenção de reduzir o impacto ambiental provocado pelo trânsito.
Em novembro de 2022, anunciou o encerramento das operações na Colômbia para concentrar esforços no Brasil.
Em agosto de 2024, o iFood alcançou o marco de 100 milhões de pedidos em apenas um mês.

## Aquisições
Em setembro de 2014, anunciou fusão com o RestauranteWeb, da holandesa Just Eat.
Em março de 2016, adquiriu a SpoonRocket, empresa americana de tecnologia de entregas rápidas.
Em agosto de 2018, adquiriu a divisão brasileira da concorrente uruguaia PedidosJá – em paralelo à operação, vendeu a participação de sua marca na Argentina para a PedidosJá –, e anunciou a aquisição integral da Rappido, empresa controlada pela Movile.
Em janeiro de 2020, adquiriu a startup mineira Hekima, focada em inteligência artificial, ciência de dados e big data.
Em agosto, adquiriu a eComanda, empresa de gestão e automação para restaurantes.
Em setembro, adquiriu a startup paulista SiteMercado, plataforma de e-commerce voltada para mercados e mercearias a qual mantém parceria desde 2019.
Em julho de 2022, anunciou investimento na startup gaúcha Anota AI, empresa com foco em SaaS que oferece soluções de automação por meio de chatbots com inteligência artificial.

## Investimento em Biotecnologia
Em junho de 2022, a iFood anunciou que está realizando investimentos em uma empresa de biotecnologia, a empresa que recebeu o aporte foi a BioLinker, organização que criou um autoteste para as variantes do coronavírus, o valor do investimento não foi revelado.

## Transação
Em 19 de agosto de 2022, a Just Eat Takeaway anunciou a venda do restante de suas ações por R$ 9,4 bilhões para a Prosus, empresa holandesa controladora da Movile, investidora brasileira fundada por Fabricio Bloisi, e então passou a deter 100% de participação nas ações da iFood. A Movile iniciou o investimento na organização em 2013.

## Copa do Mundo da FIFA Qatar 2022
A iFood bateu recorde de vendas durante a Copa do Mundo da FIFA no Qatar, onde mais de 8 milhões de pedidos foram feitos no app no final de semana de 2 a 4 de dezembro, a melhor marca em 2022. Assim, o primeiro final de semana de dezembro foi não só o que teve mais pedidos em 2022, como também superou os finais de semana de 2021.

## Prêmios
- Prêmio iBest 2022 — iFood venceu o Prêmio iBest na categoria Superapps pelo Júri academia e TOP3 no voto popular.[62]
- Prêmio iBest 2022 — iFood Recebeu o TOP3 na categoria Economia Colaborativa pelo Voto Popular.[63]
- Prêmio iBest 2022 — iFood venceu o Prêmio iBest na categoria Delivery pelo Voto Popular e Júri academia.[64]